# 冯守华
冯守华（1956年3月14日—），男，吉林磐石人，中国无机化学家。现任吉林大学化学学院院长，无机合成与制备化学国家重点实验室主任。

## 生平
1978年毕业于吉林大学化学系，1983年和1986年先后获得该校硕士、博士学位。2005年当选中国科学院院士。
2018年1月，当选第十三届全国政协委员。